# Камара, Жуан да
Жуа́н Гонса́лвеш За́рку да Ка́мара (порт. João Gonçalves Zarco da Câmara) (27 декабря, 1852, Лиссабон — 2 января, 1908, Лиссабон) — португальский драматург, номинант Нобелевской премии по литературе 1901 года.
Был известным драматургом в конце девятнадцатого века. Учился в Лиссабоне и Лёвене, вернувшись в Португалию со смертью отца в 1872 году. Затем он учился в политехническом университете (Escola Politécnica) и Индустриальном институте (Instituto Industrial). Начинал профессиональную карьеру на общественных строительных работах. После этого он посвятил себя писательству, которое и принесло ему известность.

## Драматургия
Он начал писать короткие драматургические произведения еще в средней школе (O Diabo, Nobreza e Bernarda no Olimpo). 
Историческая драма D. Afonso VI, премьера которой состоялась 13 марта 1890 года в Национальном театре D. Maria II с лучшими актерами того времени, принесла начинающему драматургу известность. Драма изображает борьбу за престол вокруг монарха Альфонсо VI.
Alcácer Quibir, другая историческая драма, появляется накануне битвы, которая решила судьбу Португалии.
Шедевром Жуана да Камара, несомненно, является комедия Os Velhos, премьера которой состоялась 11 марта 1893 года в том же театре. Изначально постановка не была принята публикой и критиками и только позже была признана шедевром.
Следующее произведение в четырех действиях, O Pântano, премьера которого состоялась 10 ноября 1894 года, уже было создано в другом литературном направлении: символизме, под влиянием Метерлинка.
Написал также множество других произведений меньшего значения и даже несколько оперетт в сотрудничестве с Gervásio Lobato и Ciríaco Cardoso.

## Опубликованные работы
- Театр
  - Nobreza (1873)
  - D. Brízida (1888)
  - D. Afonso VI (1890)
  - Alcácer Quibir (1891)
  - O Burro do Senhor Alcaide (1891)
  - Os Velhos (1893)
  - Pântano (1894)
  - A Toutinegra Real (1895)
  - O Ganha-Perde (1895)
  - O Beijo do Infante (1898)
  - Meia-Noite (1900)
  - Rosa Enjeitada (1901)
  - Os Dois Barcos (1902)
  - O Poeta e a Saudade (1903)
  - Casamento e Mortalha (1904)

- Проза
  - El-Rei (1894)
  - Contos (1900)
  - O Conde de Castelo Melhor (1903)
  - Contos do Natal (1909)

- Поэзия
  - A Cidade (1908)